# مسجد لستب
مسجد لستب الأثريّ، أحد أقدم مساجد الأردن التاريخيّة، يقع في محافظة عجلون شمال الأردن في منطقة إشتفينا في قرية «لِستب» التي عُرفت بالمصادر التراثية باسم الإستب وولد بها إبراهيم بن محمد، برهان الدين، أبو إسحق العجلوني الذي اشتهر باسم ابن خطيب عذراء (ت 825 هـ/ 1422م). وتُسمّى المنطقة أيضًا «مار إلياس» والتي يُعتقَد بأنَّ النَّبي إلياس قد وُلد فيها، والتي تُطابق أحياناً بمنطقة ترد في العهد القديم باسم «تشبي»[بحاجة لمصدر]، وعلى مقربةٍ منه يوجد كنيسة أثرية تُعتبر مقصدًا للحُجَّاج المسيحيين. يعود تاريخ بناء المسجد للعصر الأموي، وقد تمَّ عمل صيانة للمسجد وإعادة ترميمه وتأهيله وتكحيل حديثًا، لكن ما زال مُغلقًا غيرَ مستخدَمًا للصلاة فيه.

## معرض الصور

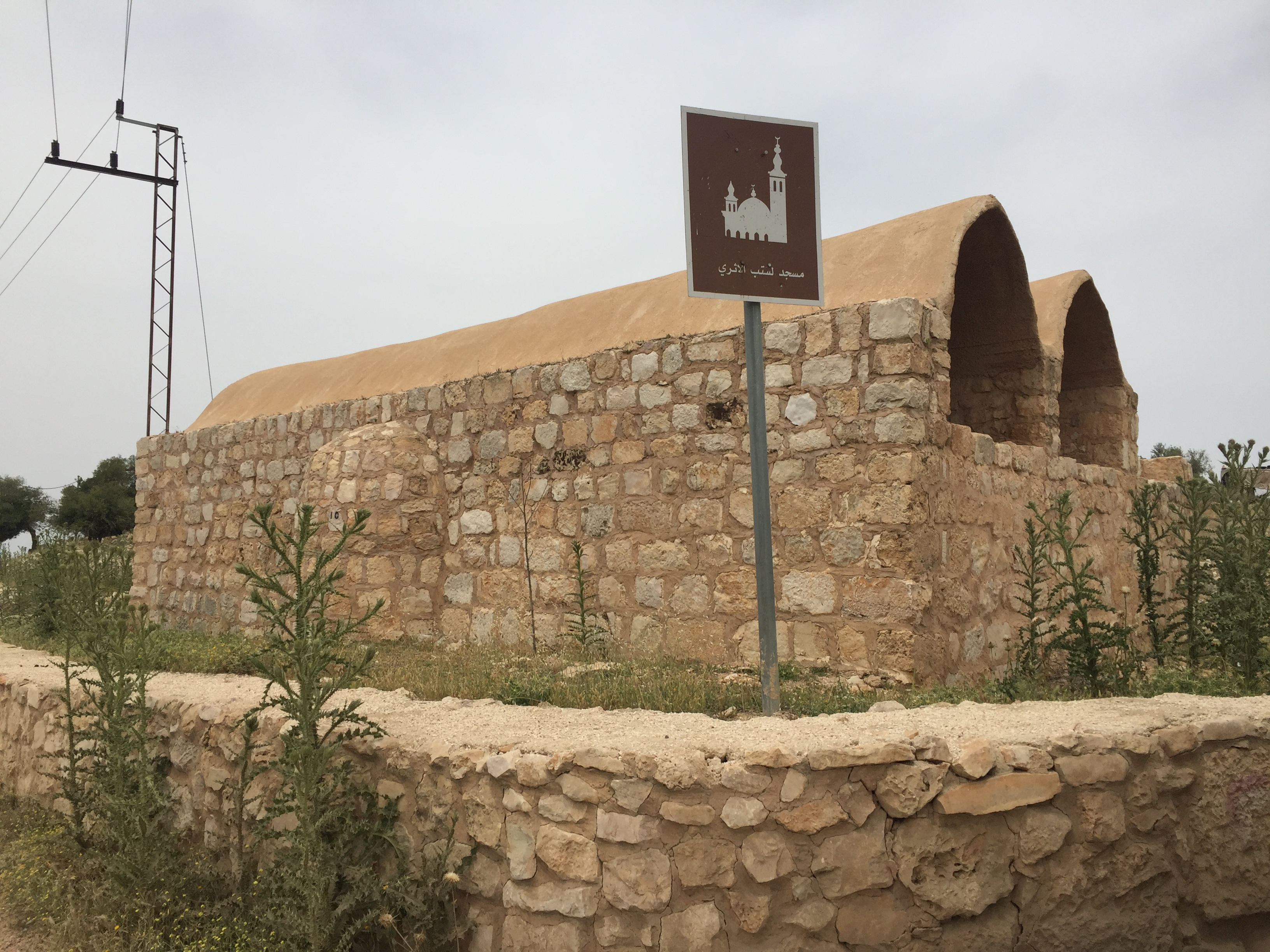
المسجد من الخارج
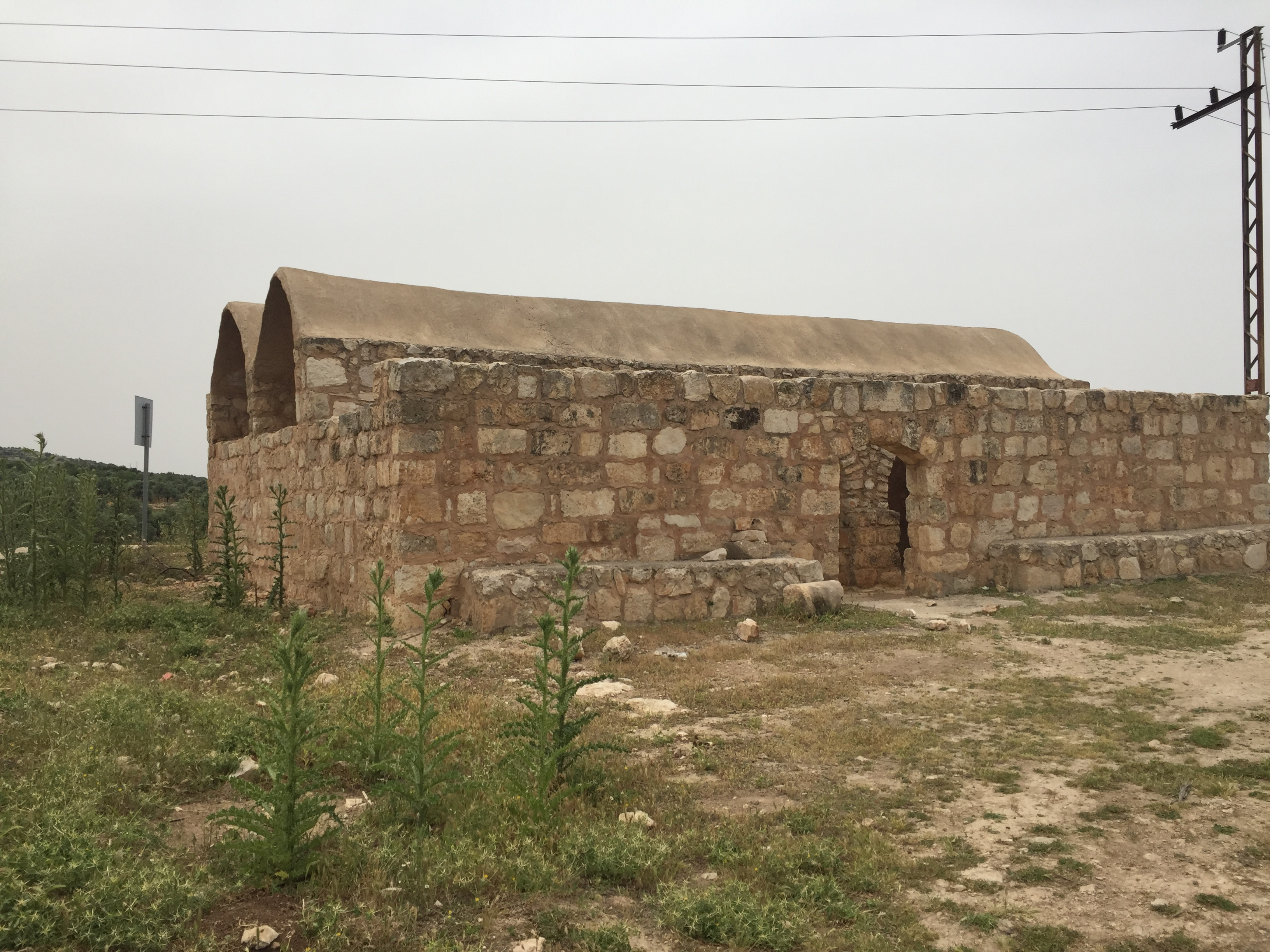
المسجد من الخارج
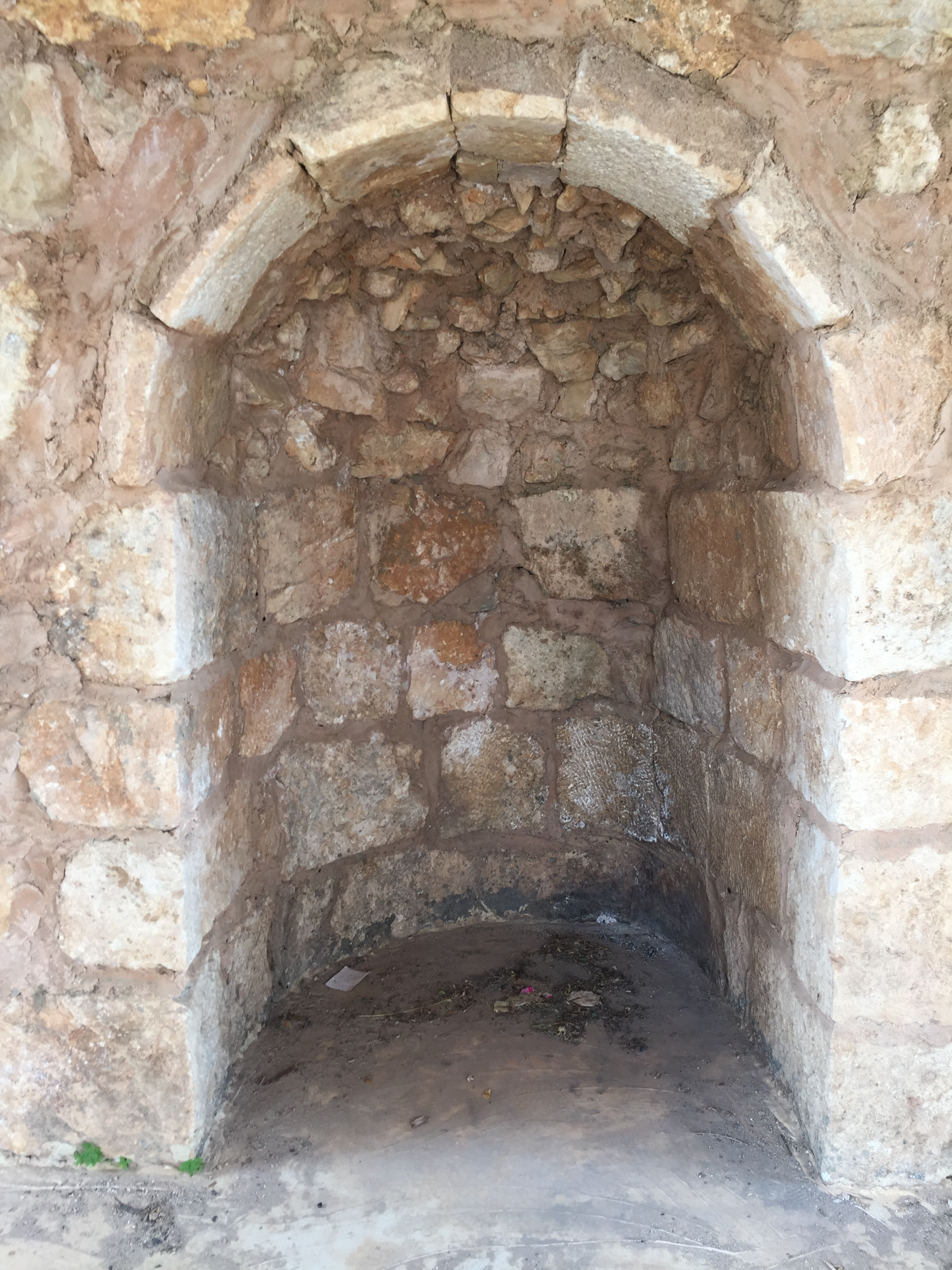
محراب المسجد
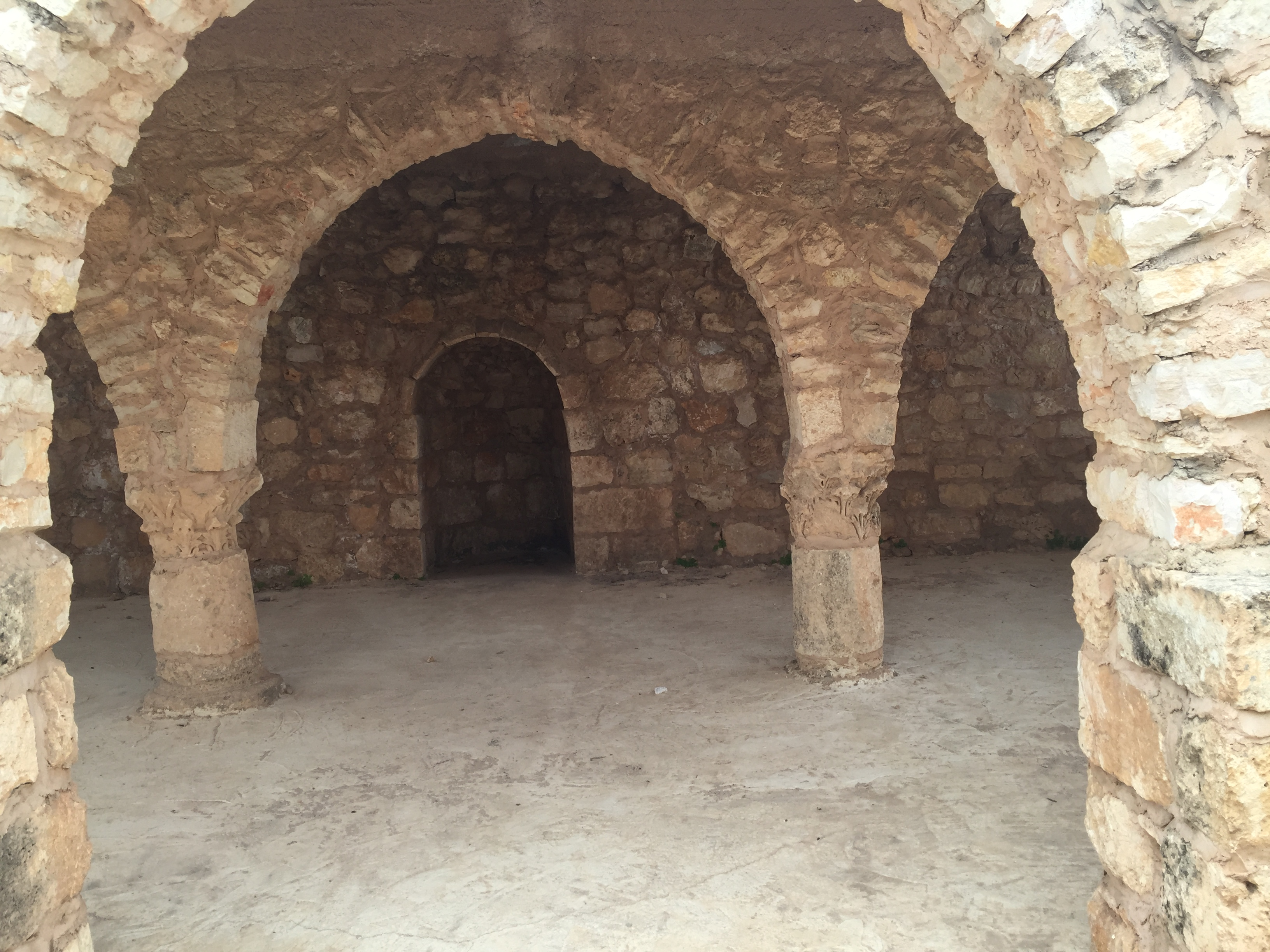
المسجد من الداخل
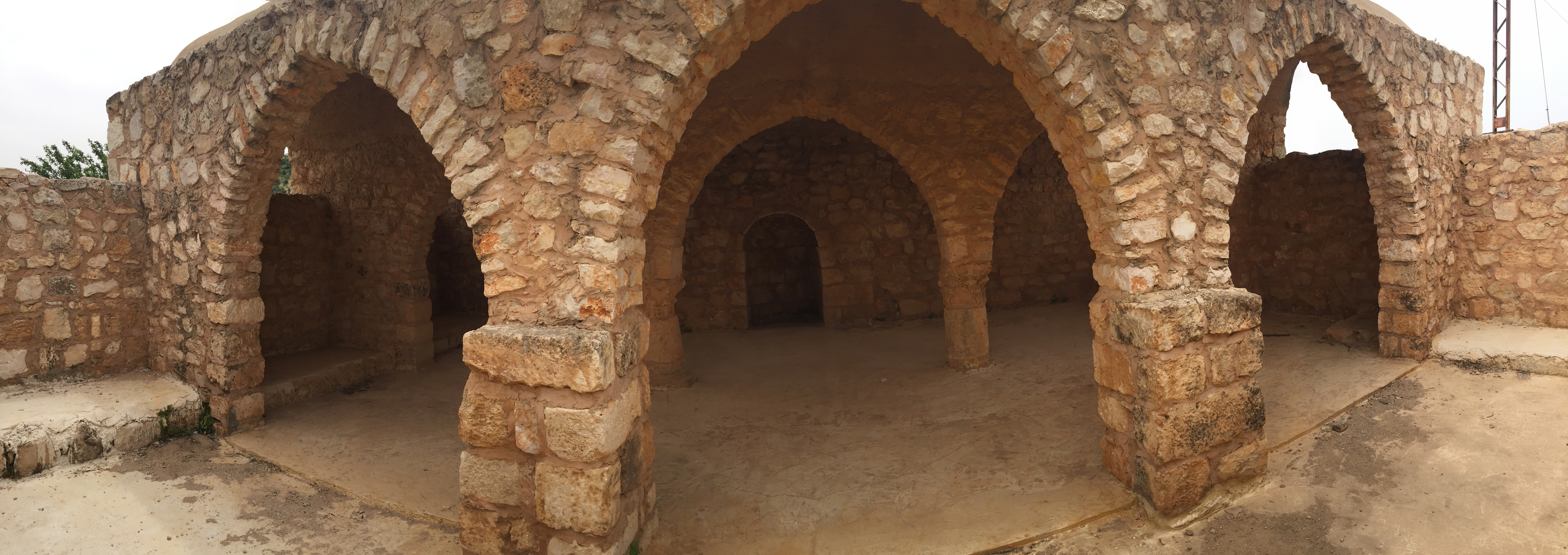
المسجد من الداخل
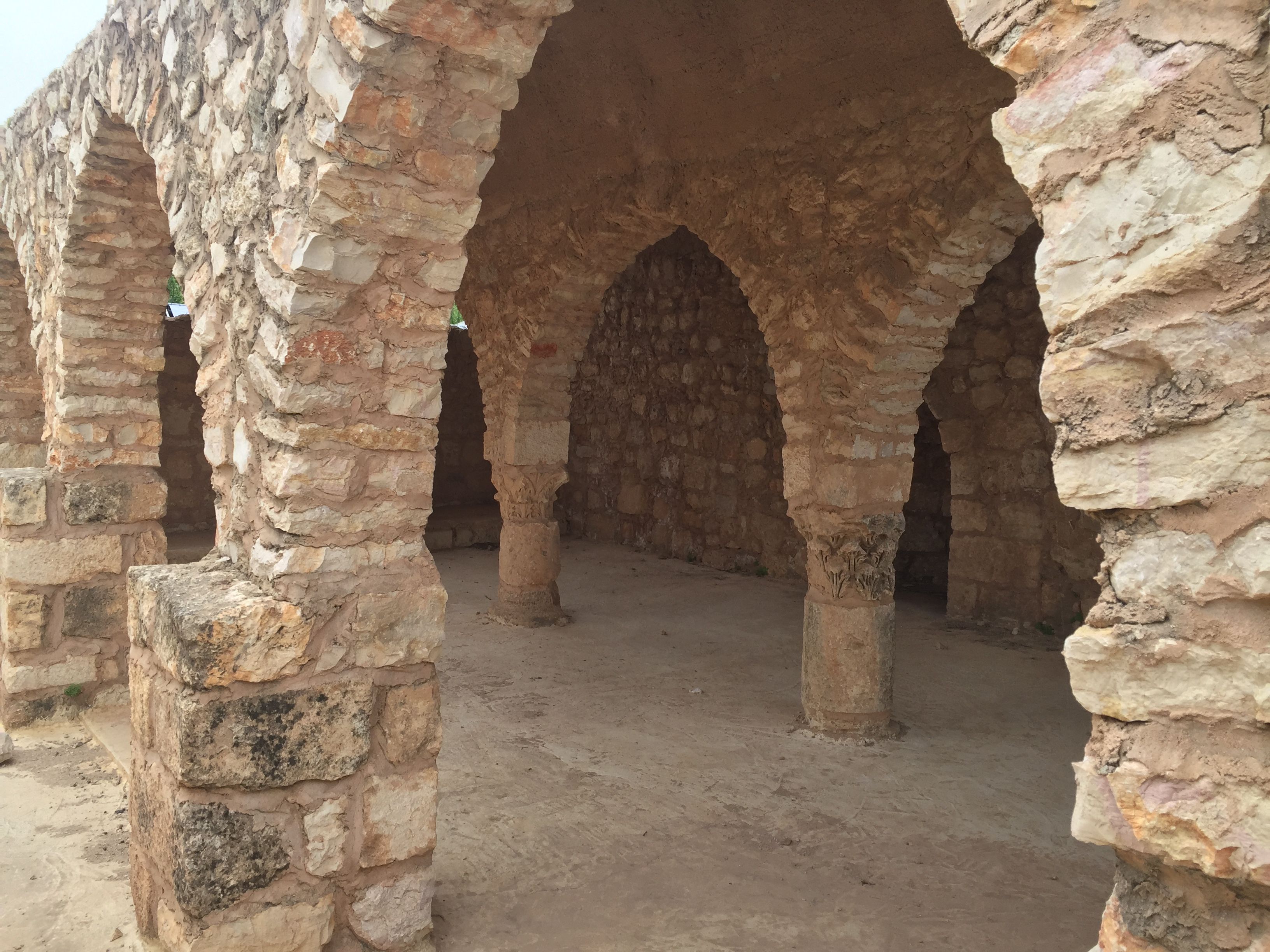
المسجد من الداخل
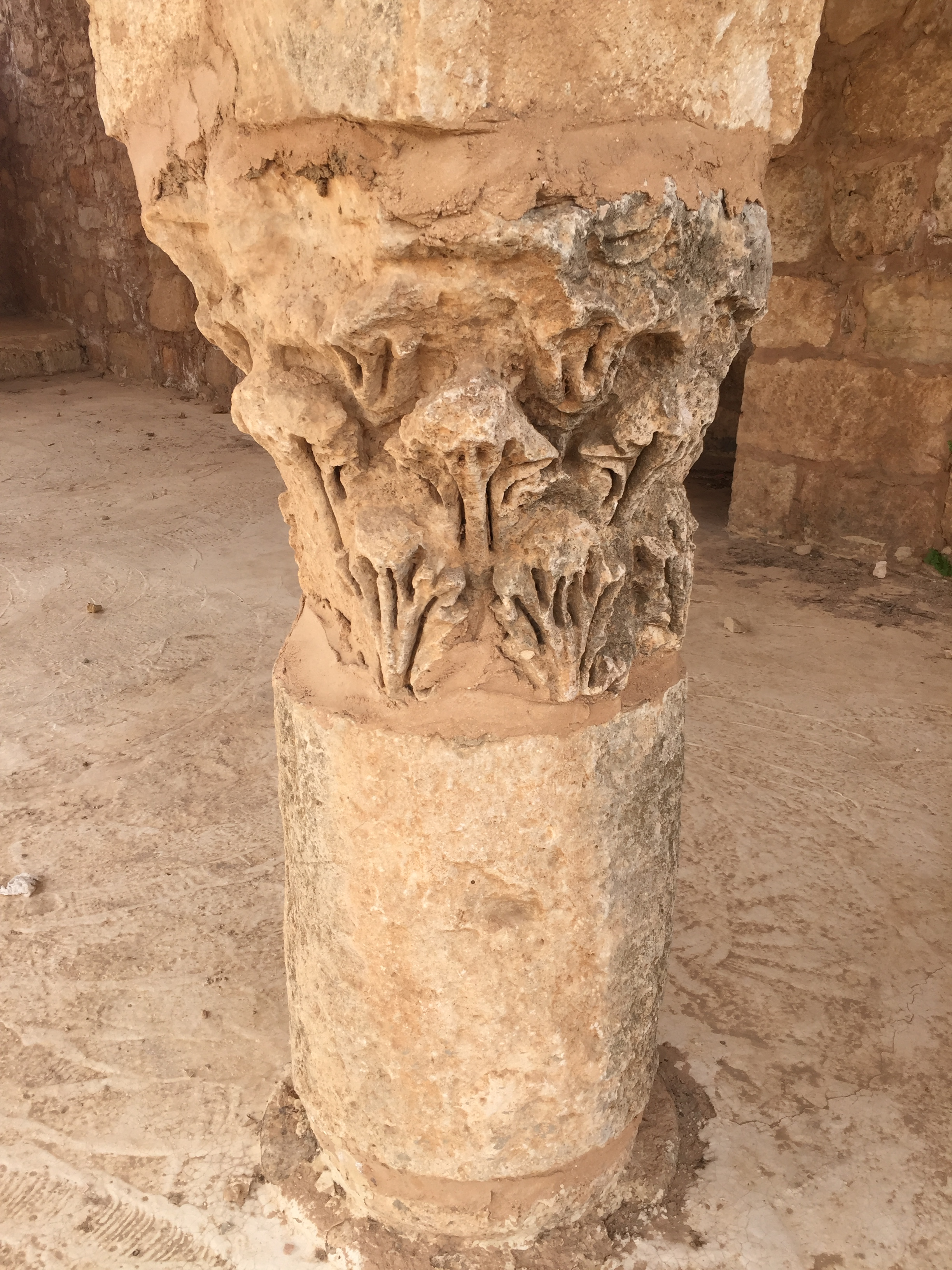
أحد الأعمدة

## اقرأ أيضًا
- المسجد الحسيني.
- المسجد الأموي في جرش.
- مسجد عجلون الكبير.
- الوقف في الأردن
- المسجد العمري (الطرة)